# Heinrich Wiltberger (Komponist)
Heinrich Wiltberger (* 17. August 1841 in Sobernheim; † 26. Mai 1916 in Colmar) war ein deutscher Komponist, Musiklehrer und Dirigent.

## Herkunft und Ausbildung
Gemeinsam mit seinem jüngeren Bruder August erfuhr Heinrich Wiltberger eine musikalische Früherziehung durch den Vater, der in Sobernheim Lehrer und Organist war. Nach der Volksschule besuchte er das Katholische Lehrerseminar in Brühl, wo er vor allem bei Michael Töpler lernte und 1861 seinen Abschluss machte.

## Wirken
In den Folgejahren arbeitete Wiltberger als Lehrer zunächst in Bruttig und anschließend in Koblenz. Dort wurde er 1865 als Nachfolger Albert von Thimus’ zusätzlich zum Chorleiter an der Oberpfarrkirche bestellt. 1872 erfolgte seine Berufung an das Lehrerseminar im elsässischen Colmar, das seit dem Deutsch-Französischen Krieg zum Deutschen Reich gehörte. Dort wirkte er – mit einem Intermezzo in Schlettstadt – bis zu seinem Lebensende als Musiklehrer, Dirigent und Komponist. Seinen kirchlichen Kompositionen kommt einige Bedeutung zu, überregional wurden seine Heimatlieder bekannt, sowie seine Lieder im Volkston für Männerchöre.

## Auszeichnungen (Auswahl)
- Kaiserlicher Musikdirektor (1894)
- Professor (1909)

## Ehrungen (Auswahl)
- Zur Erinnerung an seinen 100. Geburtstag wurde 1941 am Schulhaus in Sobernheim, seinem Geburtshaus, eine Ehrentafel angebracht.

## Werke (Auswahl)
- Motetten op. 1
- Messen op. 2 (1879)
- Motetten op. 5 (1880)
- Messen op. 9 (1882)
- Messen op. 10 (1883)
- Messen op. 11 (1883)
- Sammlung beliebter deutscher Kirchen-Lieder (1889)
- Idylle für Streichinstrumente und Harmonium oder Orgel (1890)
- Der Gesangsunterricht in der Volksschule (1907)